# Agunnaryd
Agunnaryd è un'area urbana della Svezia situata nel comune di Ljungby, contea di Kronoberg.
La popolazione risultante dal censimento 2010 era di 220 abitanti .
In questo comune negli anni '40 trascorse la sua giovinezza Ingvar Kamprad, fondatore della catena di mobili IKEA. La A di Agunnaryd è l'ultima lettera dell'acronimo che compone il nome del marchio, dopo le iniziali dell'imprenditore e la E della sua fattoria di Elmtaryd.